# Kasper Faust Henriksen
Kasper Faust Henriksen (* 11. März 1986) ist ein dänischer Badmintonspieler. 

## Karriere
Kasper Faust Henriksen wurde 2005 Junioreneuropameister im Herrendoppel mit Rasmus Bonde. 2007 siegten beide bei den Czech International. 2008 gewann er die Hungarian International und die Czech International gemeinsam mit Christian Skovgaard. Bei der Europameisterschaft 2010 gewann er Bronze mit Anders Kristiansen.

## Sportliche Erfolge
| Saison | Veranstaltung                | Disziplin    | Platz | Name                                        |
| ------ | ---------------------------- | ------------ | ----- | ------------------------------------------- |
| 2005   | Junioren-Europameisterschaft | Herrendoppel | 1     | Rasmus Bonde / Kasper Henriksen             |
| 2007   | Czech International          | Herrendoppel | 1     | Kasper Henriksen / Rasmus Bonde             |
| 2008   | Hungarian International      | Herrendoppel | 1     | Kasper Henriksen / Christian Skovgaard      |
| 2008   | Czech International          | Herrendoppel | 1     | Kasper Henriksen / Christian Skovgaard      |
| 2008   | Dutch International          | Herrendoppel | 2     | Rasmus Bonde / Kasper Henriksen             |
| 2009   | Bulgarian International      | Herrendoppel | 1     | Kasper Faust Henriksen / Anders Kristiansen |
| 2010   | Europameisterschaft          | Herrendoppel | 3     | Kasper Faust Henriksen / Anders Kristiansen |